# Brașov (stacja kolejowa)
Brașov – stacja kolejowa w Braszowie, w okręgu Braszów, w Rumunii. Znajdują się tu 4 perony.

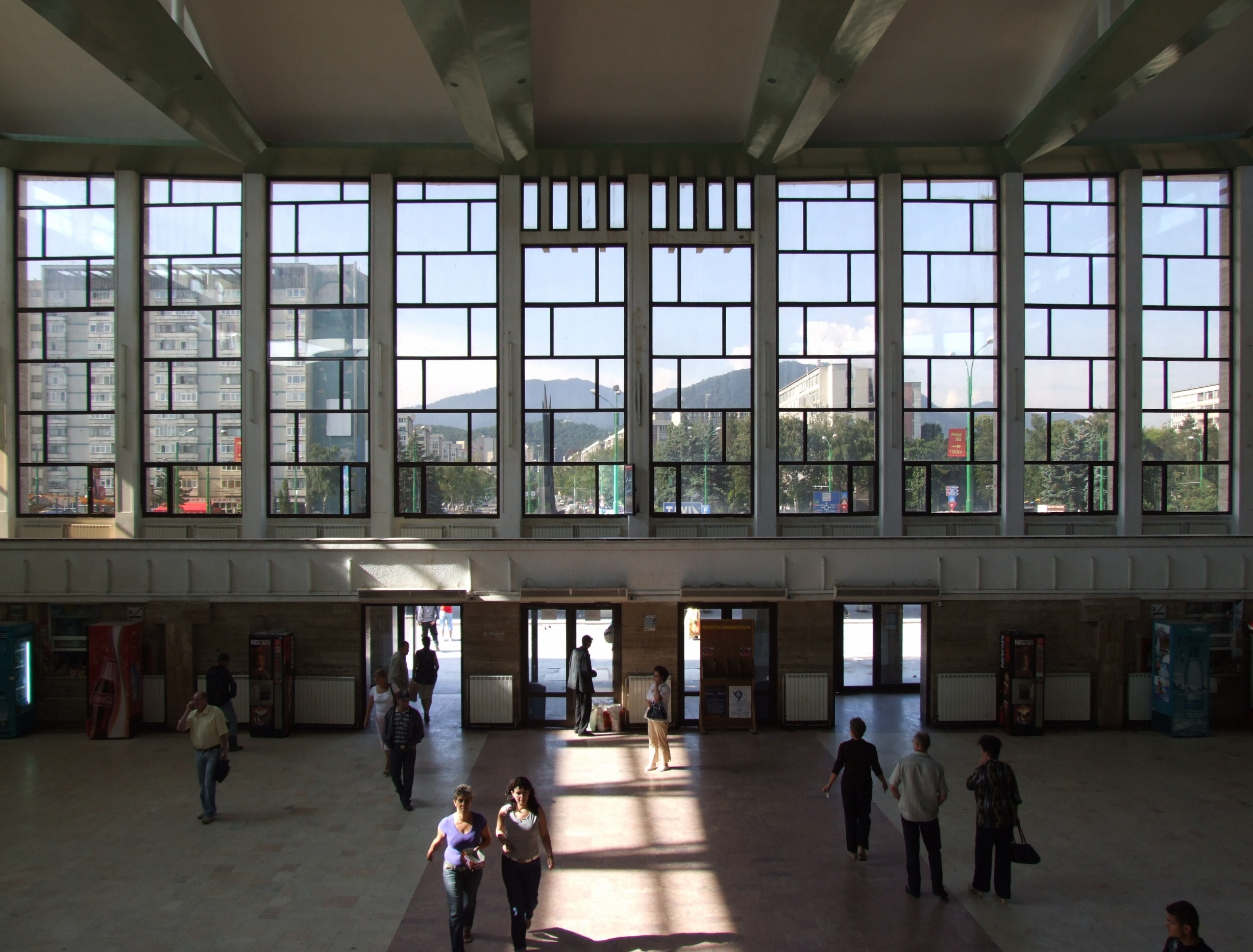
Wnętrze dworca